# 普克羅山
10°36′49″S 76°51′51″W / 10.61361°S 76.86417°W
普克羅山（P'ukru），是秘魯的山峰，位於該國中南部利馬大區，由戈爾戈爾區和奧永區負責管轄，屬於安地斯山脈的一部分，海拔高度5,050米。